# Помпаж
Помпажът (на френски: pompage) е явление, възникващо в лопатъчните машини и в тръбопроводите им. То е свързано с неустойчивостта на работата им в областта около максимума на разходно-напорната характеристика.
При работа помпата отдава енергия, като повишава налягането на флуида в тръбопровода (или хидравличния акумулатор– хидрофора). При постоянна честота на въртене на работното колело налягането се повишава, а дебитът намалява. В даден момент се достига максимално налягане при минимален дебит след помпата. След този максимум системата отдава енергия на помпата, понеже налягането ѝ е по-голямо. Този поток от системата към помпата създава турбинно влияние у последната и тя намалява своите обороти. При падане на налягането в системата помпата отново започва да подава флуид към системата.
Помпажът е поредица от скокообразни и плавни изменения на работните режими на машината в дадена система с твърде широка област на изменение на подаването, придружено със съответни изменения на напора (налягането), което може да протече еднократно или многократно с определена честота. Това явление е много опасно за машината и особено за тръбопровода, защото е съпроводено с мощни хидравлични удари и може да доведе до сериозна авария в системата. Също така може да изгори електрическият двигател на помпата.
Помпажът се предотвратява, като се избягва използването на помпи с характеристики, които имат максимум (използват се помпи с изцяло падащи характеристики).
При евентуално използване на такива помпи регулирането им се ограничава в онази област на характеристиката им, която е значително по-надясно от максимума.
За ограничаване на помпажа в нагнетателната част на тръбопровода непосредствено след помпата се поставя обратен клапан, който се затваря автоматично при обратен поток и по този начин колебанията се намаляват значително. Може също така да се монтира и предпазен клапан след помпата, който се отваря при достигане максимално налягане на помпата.